# Exerion
Exerion (エクセリオン) est un jeu de tir développé et édité par Jaleco en 1983 sur borne d'arcade,,. Il est porté sur SG-1000, et SC-3000, MSX, et sur NES. Le jeu est réédité sur la console virtuelle de la Wii en 2007, sur la console virtuelle de la Wii U en 2015, et sur PlayStation Network en 2014.

## Suites
En 1984, la suite appelée Exerion II est publiée sur MSX. Une suite indirecte est également éditée sur borne d'arcade en 1987 sous le titre Exerizer (également appelée Sky Fox).